# Установка підготовки газу Салам
Установка підготовки газу Салам — складова частина нафтогазової інфраструктури Західної пустелі Єгипту, яка обслуговує ряд родовищ басейну Шушан.
У 1980—1990-х роках під час масштабної розвідувальної кампанії на блоці Хальда виявили газоконденсатні поклади на родовищах Салам (Салам-Діп), Амун, Шамс, Тот, Тарек (усі вони, крім останнього, були зосереджені в центральній частині блоку). Певний час їх розробка стримувалась відсутністю у регіоні газотранспортної інфраструктури, проте відкриття за пів сотні кілометрів на північний захід великого родовища Обайєд уможливило реалізацію масштабного проєкту, в межах якого спорудили кілька комплексів підготовки газу та трубопроводів.
Для обслуговування видобутку газу з центральної частини блоку Хальда у 1999 році ввели в дію комплекс підготовки Салам, розташований на однойменному родовищі (згадані вище Тот і Шамс лежать за пів десятка та півтора десятка кілометрів на північ відповідно). Салам первісно мав дві лінії та був здатний приймати 5,65 млн м3 газу на добу, з якого могли отримувати 5,08 млн м3 підготованого газу та 9 тисяч барелів конденсату.
У першій половині 2000-х у районі на південний захід від Салам виявили газоконденсатне родовище Каср, яке наразі є найбільшим в історії єгипетської Західної пустелі. У 2004-му по лінії діаметром 150 мм до Саламу подали газ, отриманий у межах дослідної розробки Касру (дебіт був обмежений рівнем 0,28 млн м3 на добу), а коли у другій половині десятиліття почався повномасштабний видобуток на Касрі, один з трубопроводів діаметром 600 мм спрямували на Салам. При цьому на Салам ввели дві додаткові лінії, що збільшили потужність заводу до 12,14 млн м3 газу та 35 тисяч барелів конденсату на добу.
Для видачі підготованого газу Салам сполучили перемичкою довжиною 35 км, діаметром 550 мм та пропускною здатністю в 7,1 млн м3 із основною ділянкою Північного газопроводу, що прямує до Александрії. Крім того, на Салам бере початок допоміжний Південний газопровід, який був сполучений з газотранспортною системою країни через розташоване в сусідньому басейні родовище Абу-Ель-Гарадік. Своєю чергою до створеного на Салам хабу вивели газопровід від установки підготовки Умбарака-Південь.
Вилучений конденсат подається по трубопроводу діаметром 400 мм до розташованого за півтора десятка кілометрів на північний схід родовища Мелейха, яке є вузловим пунктом у системі головного нафтопроводу до термінала Ель-Хамра.